# Kaltrina Biqkaj
Kaltrina Biqkaj (ur. 5 sierpnia 2000) – reprezentantka Kosowa w piłce nożnej kobiet od 2017 roku.